# Municipio de School Creek
El municipio de School Creek (en inglés: School Creek Township) es un municipio ubicado en el condado de Clay en el estado estadounidense de Nebraska. En el año 2010 tenía una población de 145 habitantes y una densidad poblacional de 1,58 personas por km².

## Geografía
El municipio de School Creek se encuentra ubicado en las coordenadas 40°39′44″N 97°53′27″O / 40.66222, -97.89083. Según la Oficina del Censo de los Estados Unidos, el municipio tiene una superficie total de 91.97 km², de la cual 91,58 km² corresponden a tierra firme y (0,42 %) 0,38 km² es agua.

## Demografía
Según el censo de 2010, había 145 personas residiendo en el municipio de School Creek. La densidad de población era de 1,58 hab./km². De los 145 habitantes, el municipio de School Creek estaba compuesto por el 97,24 % blancos, el 2,07 % eran de otras razas y el 0,69 % eran de una mezcla de razas. Del total de la población el 2,07 % eran hispanos o latinos de cualquier raza.